# Reprezentacja Szkocji w koszykówce kobiet
Reprezentacja Szkocji w koszykówce kobiet – drużyna, która reprezentuje Szkocję w koszykówce kobiet. Za jej funkcjonowanie odpowiedzialny jest Szkocki Związek Koszykówki.
Reprezentacja nie notowana w rankingu światowym. Do 2018 roku największym jej sukcesem było 15. miejsce Mistrzostw Europy w 1956 roku.